# Matheus França
Matheus França de Oliveira (1 april 2004) is een Braziliaans voetballer die doorgaans speelt als middenvelder. In augustus 2023 verruilde hij Flamengo voor Crystal Palace.

## Clubcarrière
França speelde in de jeugd van Flamengo en kwam in 2021 in beeld bij het eerste elftal. Hierin maakte hij op 7 december van dat jaar zijn debuut, tijdens een wedstrijd in de Série A tegen Santos, thuis in het eigen Maracanã. França moest van interim-coach Maurício Souza op de reservebank beginnen. Van daaraf zag hij Santos op voorsprong komen door een doelpunt van Marcos Leonardo. Twaalf minuten voor tijd mocht França invallen voor Everton Ribeiro. In het restant van het duel werd niet meer gescoord. França zette in januari 2022 zijn handtekening onder een nieuw contract bij Flamengo, tot eind 2027. Hij kwam dat jaar zeventien speelronden in actie, waarvan zeven keer vanaf de aftrap. Hij maakte daarbij zijn eerste vier doelpunten voor de hoofdmacht. França mocht daarnaast een keer invallen in het toernooi om de Copa do Brasil en twee keer in dat om de Copa Libertadores, die Flamengo in 2022 allebei won.
França tekende in augustus 2023 voor vijf jaar bij Crystal Palace, de nummer elf van de Premier League in het voorgaande seizoen. Dat betaalde circa twintig miljoen euro voor hem aan Flamengo, waar nog vijf miljoen euro bij kon komen door bonussen. Achtereenvolgens had hij een liesblessure, gebroken ribben en een nieuwe liesblessure, waardoor hij het grootste gedeelte van 2024 moest missen.

## Clubstatistieken
| Seizoen | Club           | Competitie     | Competitie | Competitie | Beker | Beker | Internationaal | Internationaal | Totaal | Totaal |
| Seizoen | Club           | Competitie     | Wed.       | Dlp.       | Wed.  | Dlp.  | Wed.           | Dlp.           | Wed.   | Dlp.   |
| ------- | -------------- | -------------- | ---------- | ---------- | ----- | ----- | -------------- | -------------- | ------ | ------ |
| 2021    | Flamengo       | Série A        | 2          | 0          | 0     | 0     | 0              | 0              | 2      | 0      |
| 2022    | Flamengo       | Série A        | 20         | 5          | 1     | 0     | 3              | 1              | 24     | 6      |
| 2023    | Flamengo       | Série A        | 22         | 2          | 3     | 0     | 3              | 1              | 28     | 3      |
| 2023/24 | Crystal Palace | Premier League | 10         | 0          | 2     | 0     | —              | —              | 12     | 0      |
| 2024/25 | Crystal Palace | Premier League | 0          | 0          | 0     | 0     | —              | —              | 0      | 0      |
| Totaal  | Totaal         | Totaal         | 54         | 7          | 6     | 0     | 6              | 2              | 66     | 9      |

Bijgewerkt op 19 december 2024.

## Interlandcarrière
França kwam uit voor verschillende Braziliaanse nationale jeugdselecties.

## Erelijst
| Copa Libertadores | 1 | 2022 |
| Copa do Brasil    | 1 | 2022 |